# راید ایندر رایدمارک
راید ایندر رایدمارک (به آلمانی: Ried in der Riedmark) یک منطقهٔ مسکونی در اتریش است که در ناحیه پرگ واقع شده‌است. راید ایندر رایدمارک ۳۲٫۶۳ کیلومتر مربع مساحت دارد ۳۰۶ متر بالاتر از سطح دریا واقع شده‌است.